# 蓋爾-協和站

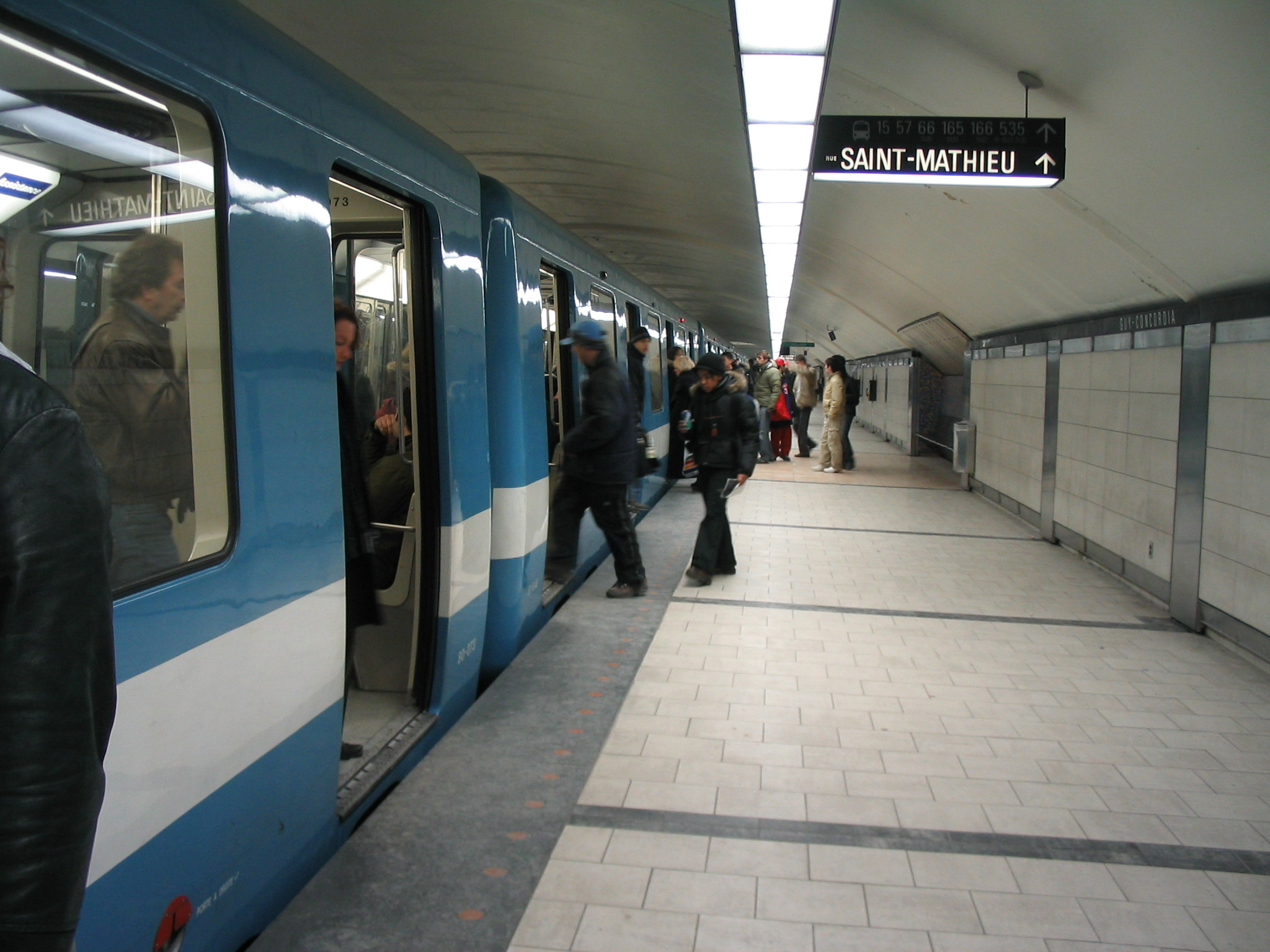
蓋爾－協和大學站的月台。

蓋爾-協和站（法語：Station Guy-Concordia），簡稱蓋爾站（法語：Station Guy）位於加拿大魁北克省蒙特利爾市，服務前往附近商店的市民。

## 外部連結
- （法文）（英文）蒙特利爾交通局：蓋爾－協和大學站 （页面存档备份，存于）（英文） （页面存档备份，存于）
- （法文）（英文）：蓋爾－協和大學站 （页面存档备份，存于）（英文） （页面存档备份，存于），含有蓋爾－協和大學站的資訊、歷史、車站結構與藝術品資料。